# Sidi Djillali
Sidi Djillali est une commune de la wilaya de Tlemcen en Algérie.

## Géographie

### Situation
Le territoire de la commune de Sidi Djillali est situé au sud-ouest de la wilaya de Tlemcen. Son chef-lieu est situé à environ 53 km à vol d'oiseau au sud-ouest de Tlemcen.
Le chef-lieu est sis au creux des montagnes environnantes, parmi lesquels la montagne Dourdaz et le mont Tenouchfi, le point culminant des monts de Tlemcen (1843 m). Vers le sud, une ouverture dans le relief se prolonge vers la zone steppique des hauts-plateaux.
| El Bouihi | Beni Snous, Azails | Sebdou    |
| El Bouihi | Sidi Djillali      | El Aricha |
| El Bouihi | Kasdir (Naâma)     | El Aricha |

### Localités de la commune
En 1984, la commune de Sidi Djillali est constituée à partir des localités suivantes: Sidi Djillali, Sidi Mokhfi, Tinkial, Aïn Sefa, Boughadou, Sidi Yahia, Sanef et Fourneau.